# Vaabina
Vaabina est un village de la commune d'Antsla, situé dans le comté de Võru en Estonie. Il se trouve à six kilomètres au nord-est d'Antsla.
En 2019, la population s'élevait à 177 habitants.

## Histoire
L'endroit est mentionné pour la première fois en 1404.
Le domaine d'Ülzen dépendant de la paroisse d'Urbs est donné en fief en 1559 à Fabian von Tiesenhausen, vassal de l'archevêque de Riga qui y construit un manoir. Il est donné par Christine de Suède au général Johann Eberhard von Bellingshausen en 1639. Il est acquis au début du XIXe siècle par le baron Richard Bruno Samson von Himmelstjerna (1794-1844). Le manoir n'existe plus aujourd'hui.
Le village est appelé Uelzen, avant de prendre son nom actuel dans les années 1930. Il fait partie de la commune d'Urvaste jusqu'en octobre 2017, où celle-ci est supprimée et rattachée à celle d'Antsla. 

## Personnalités
- Emma Asson (1889-1965), femme politique estonienne, est née à Vaabina.